# Messier 109
Messier 109 (M109, NGC 3992) – galaktyka spiralna z poprzeczką w gwiazdozbiorze Wielkiej Niedźwiedzicy. Jest najjaśniejszą galaktyką w grupie M109, dużym, ale rzadkim skupisku galaktyk.
Znajduje się w odległości ok. 40' od gwiazdy Phekida (γ Ursae Majoris).

## Historia odkrycia
Galaktykę odkrył 12 marca 1781 Pierre Méchain. Charles Messier obserwował M108 i M109 24 marca 1781, kiedy mierzył pozycję M97. We wstępnej wersji jego katalogu została zapisana pod numerem 99, jednak bez pozycji. Méchain wspomniał o M109 w liście do Bernoulliego z 6 maja 1783. Zarówno M108 jak i M109 nie znalazły się w opublikowanej wersji katalogu Messiera. Dodał ją Owen Gingerich w 1953 roku.
12 kwietnia 1789 M109 niezależnie odkrył William Herschel. Dodał ją do swojego katalogu (H IV.61) błędnie określając jako mgławicę planetarną.

## Charakterystyka galaktyki
M109 znajduje się w odległości około 55 milionów lat świetlnych od Ziemi i oddala się z prędkością 1142 km/s. M109 należy do typu SBc. Galaktyka jest dobrym przykładem galaktyki spiralnej z poprzeczką.
Do tej pory w galaktyce zaobserwowano jedną supernową, SN 1956A. Należała do typu Ia, osiągnęła jasność 12,3m. Odkryto ją 17 marca 1956.
Odkryto trzy satelity M109 (UGC 6923, UGC 6940 i UGC 6969), jest niewykluczone, że posiada ich więcej.